# Ilhota das Pombas

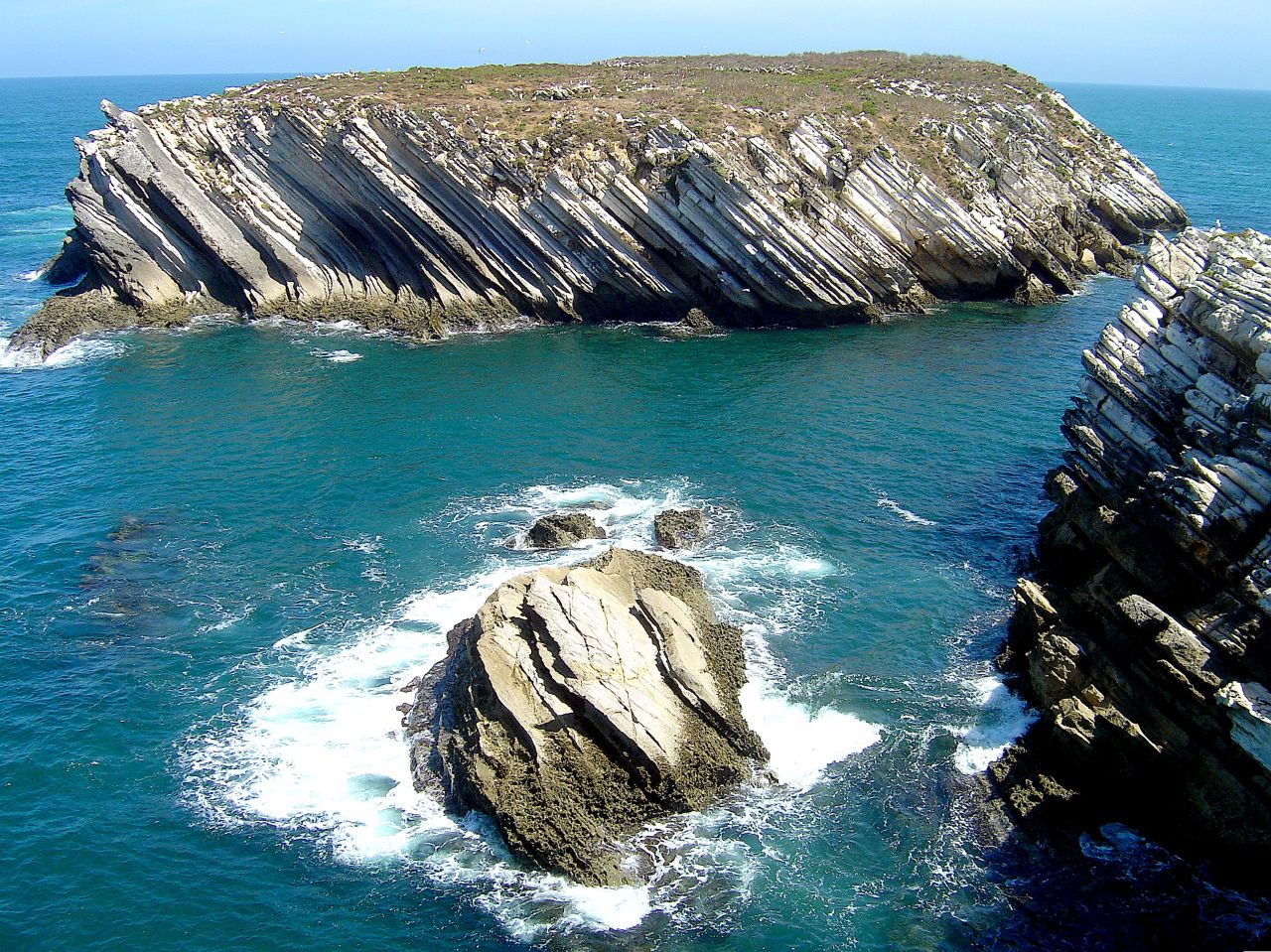
Ilha das Pombas vista da ilha do Baleal.

A ilhota das Pombas, ou ilha das Pombas é um ilhéu situado frente à ilha do Baleal, no concelho de Peniche, Portugal. No seu seguimento situa-se ainda outro ilhéu, o ilhéu de Fora. Esta ilha é também muito conhecida pela apanha dos perceves.